# El almanaque
El almanaque  es una película documental en colores coproducción de Argentina, España y Uruguay dirigida por José Pedro Charlo según su propio guion que se estrenó en Argentina el 6 de febrero de 2014.
José Pedro Charlo, que también estuvo preso en esa época, había codirigido con Aldo Garay en 2008 el documental El círculo, basada en la vida de Henry Engler, dirigente tupamaro preso en Uruguay durante trece años.

## Sinopsis
La historia del militante del Movimiento de Liberación Nacional-Tupamaros Jorge Tiscornia,  preso político uruguayo, durante 4646 días a partir de 1972, en el Penal de Libertad, de las curiosas estrategias que las víctimas de la persecución política para sobrevivir y del registro minucioso que llevó de ese período oculto en un par de zuecos con plataforma de madera que él mismo pergeñó.

## Reparto
- Jorge Tiscornia

## Comentarios
La Nación opinó:

” El propósito de Charlo, quien también estuvo detenido en el penal de Libertad, es doble: mantener viva la memoria de los horrores de un pasado reciente y destacar la templanza y la creatividad de aquellos que en situaciones límite supieron cómo sobreponerse a situaciones complicadísimas. Él mismo fue capaz, durante su reclusión, de aprovechar el tiempo para estudiar historia y literatura, su propia vía de escape en la oscura época en la que también escuchaba periódicamente en los pasillos de la prisión el repiqueteo insistente de esos zuecos que escondían pequeños almanaques y un pedazo grande de una historia difícil de olvida.”

Página 12 escribió:

” Docente, productor y director, Charlo … cuenta… la experiencia de otro preso político, Jorge Tiscornia…detenido en junio de 1972. Permaneció preso hasta el 10 de marzo de 1985 …empezó a registrar la vida cotidiana en el Penal…. El método elegido consistió en diseñar una suerte de almanaque con un código de signos. Y el registro de Tiscornia incluía detalles que iban desde las modificaciones del reglamento interno, cambios en las rutinas, la muerte de algunos compañeros, e incluso la mención de las películas que proyectaban en el Penal cada dos semanas, entre muchas otras anotaciones. Tiscornia escribía clandestinamente y, para no ser descubierto, fabricaba unos zuecos, los tallaba, y en ese diminuto hueco que realizaba en cada par de calzado guardaba lo escrito cada dos años…. El almanaque está estructurado sobre la base de la palabra de Tiscornia: a través de una conversación con Charlo…Pero desde el punto de vista de la estructura narrativa, no es el típico documental de “cabeza parlante”. La palabra de Tiscornia está acompañada de imágenes que reproducen, a través de una serie de animaciones, esos papeles con escritura codificada que había escrito durante los doce años de su cautiverio. Generalmente a modo charla entre ambos, el documental va descifrando el almanaque de Tiscornia, pero en otras ocasiones es la voz en off de Charlo la encargada de ordenar el relato. Uno de los grandes méritos de El almanaque consiste en la solidez de su arquitectura narrativa. Por momentos, la imagen es tan importante como la palabra y aporta información. Charlo no se quedó únicamente con el testimonio de Tiscornia, sino que buscó elementos estéticos que sirvieron para cimentar el eje de su relato. “La memoria borra más acontecimientos de los que uno se imagina. Para reconstruirla hay que utilizar todos los recursos posibles”, dice Charlo al comienzo. Está hablando de Tiscornia. Pero también vale para entender el método que el cineasta utilizó para contar una historia de resistencia.”